# Helensville

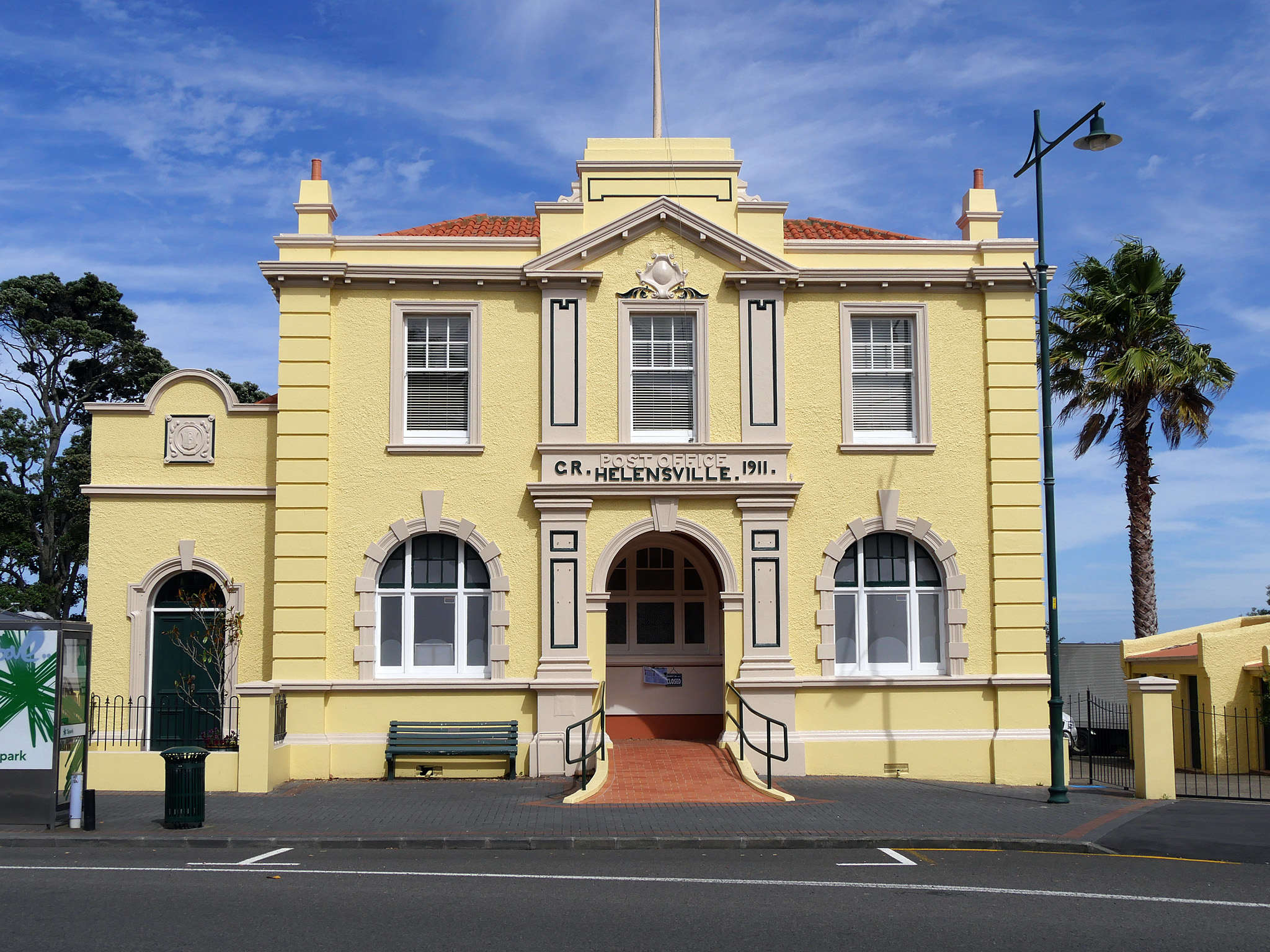
Früheres Postamt von Helensville

Helensville ist eine kleine ländliche Stadt im früheren Rodney District auf der Nordinsel von Neuseeland. Seit November 2010 gehört die Stadt zum Rodney Ward des Auckland Council.

## Namensherkunft
Der erste europäische Siedler in der Gegend war der schottische Holzfäller John McLeod, der sein Haus mit dem Namen Helen’s Villa im Gedenken an seine Frau errichtete. Der Name wurde dann auf die um dieses Gebäude herum entstehende Ansiedelung übertragen.

## Geographie
Helensville befindet sich rund 33 km nordwestlich vom Stadtzentrum von Auckland entfernt, am Kaipara River, der die Stadt westlich passiert. Über den Fluss hat Helensville Zugang zum Kaipara Harbour. Bis zur Westküste sind es 10 km.

## Geschichte
Bis Mitte des neunzehnten Jahrhunderts war das Gebiet um Helensville durch ein nahezu vollständiges Kauri-Waldgebiet geprägt. Die Māori bezeichneten das Gebiet als Te Awaroa, was so viel wie „Der lange Pfad“ oder „Das lange Flusstal“ bedeutet. In der Region um Helensville werden noch einige frühe Siedlungen der Māori vermutet.
Der Grund für die Entwicklung von Helensville als Stadt war die entstehende Kauri-Holzindustrie in der Mitte des 19. Jahrhunderts. Zu Beginn des 20. Jahrhunderts bekam die Milchwirtschaft zunehmende Bedeutung, da auf den abgeholzten Waldflächen fruchtbare Weiden entstanden waren. In dieser Zeit wurde der Ort durch die drei Kilometer westlich der Stadt bei Parakai entdeckten Thermalquellen auch für Touristen attraktiv.
Während des Booms der Holzindustrie lebten in der Stadt teilweise über 10.000 Menschen, die mit Holzfällen, dem Transport mittels Pferdefuhrwerken und Waldbahnen sowie der Verarbeitung des Holzes in Sägewerken beschäftigt waren. Am nahe gelegenen Ausläufer des Kaipara Harbour gab es bis in die 1950er Jahre einen Hafen, der für Anlieferung von Gütern und den Abtransport von Produkten der Region genutzt wurde. Nach mehreren Strandungen von Schiffen in der engen Zufahrt zu dem Naturhafen von der Tasmansee wurde die kommerzielle Nutzung des Hafens aufgegeben.

## Bevölkerung
Zum Zensus des Jahres 2013 zählte der Ort 3207 Einwohner auf 1194 Haushalte verteilt.

## Wirtschaft
Helensville ist nicht länger ein Zentrum der Forst- und der Milchwirtschaft, aber Dienstleistungszentrum der Region um den südlichen Teil des Kaipara Harbours. Die Thermalquellen von Parakai und der Aerodrome von Parakai sind u. a. für Besucher der Region attraktiv.
Ein Teil der Bevölkerung pendelt regelmäßig in den Großraum von Auckland zur Arbeit.

## Infrastruktur

### Straßenverkehr
Durch Helensville führt der New Zealand State Highway 16, der die Stadt mit Teilen von Auckland im Süden verbindet und nach Norden bis Wellsford führt und dort sich mit dem New Zealand State Highway 1 verbindet.

### Schienenverkehr
Helensville hatte zwei Bahnhöfe an der Bahnstrecke Auckland–Opua, Helensville und Helensville South. Die Strecke führt direkt durch die Stadt. Der Bahnhof Helensville besteht weiterhin. Er verfügt über drei Gleise. Des Weiteren befindet sich ein Lokschuppen auf dem Gelände, in dem eine Rangierlok untergestellt werden kann. Der Personenverkehr von Auckland nach Helensville wurde am 18. August 1980 eingestellt. Seit dieser Zeit wird die Strecke nur noch für den Güterverkehr genutzt und gelegentlich für Sonderfahrten.

### Schiffsverkehr
Die Anlegestellen am Fluss im westlichen Teil der Stadt werden für Sportboote und kleineren Segeljachten genutzt.

### Bildungswesen
In der Stadt befindet sich die Helensville Primary School, eine Sekundarschule und das Kaipara College mit rund 700 Studenten.

## Sehenswürdigkeit

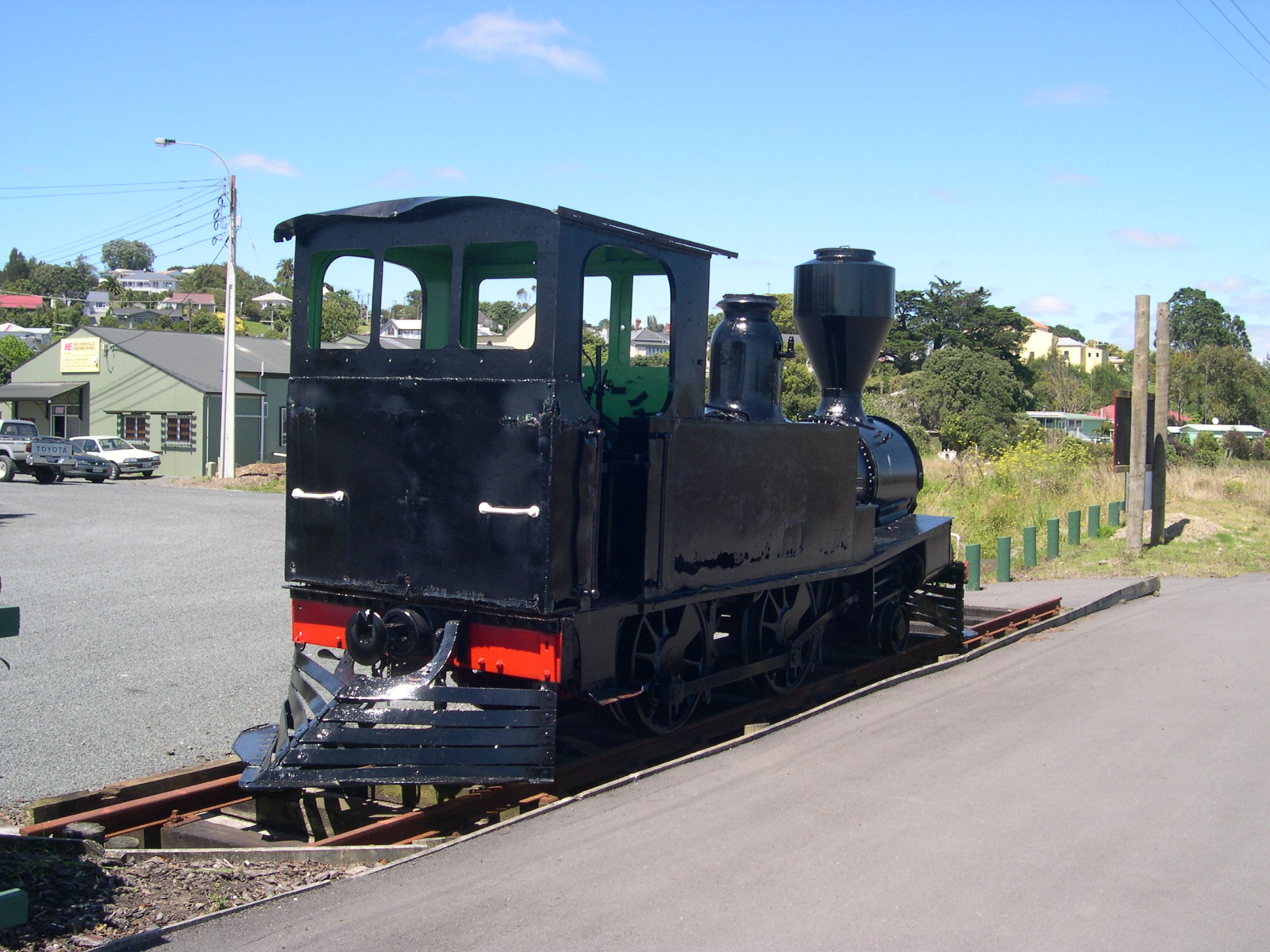
Historische Dampflok am Bahnhof Helensville

Der Bahnhof von Helensville verfügt noch über sein originales, aus Holz errichtetes Bahnhofsgebäude, das aus dem Jahr 1881 stammt, dem Jahr der Eröffnung der Eisenbahnstrecke. Das Gebäude wird nicht mehr als Bahnhof genutzt. Dafür befindet sich heute das Ginger Crunch Station Cafe in den Räumen und eine Ausstellung historischer Fotos über die Eisenbahnen der Region.
Neben dem Bahnhofsgebäude wurde eine originale Dampflokomotive des Typs D Class No 170 aus dem Jahr 1880, gebaut von Neilson & Son, Glasgow, Schottland, aufgestellt, die hier u. a. an die Geschichte der Eisenbahn des Ortes erinnern soll. Eine Lok gleicher Bauart befindet sich im Museum in Auckland.

## Persönlichkeiten
- Portia Bing (* 1993), Leichtathletin